# Friedrich von Heyden (General)
Johann Friedrich Freiherr von Heyden (* 1633; † 15. Oktober 1715) war ein kurbrandenburgisch-preußischer General der Infanterie.

## Leben
Johann Friedrich war der Sohn des cleve-märkischen Regierungsrates Friedrich von Heiden und dessen Ehefrau Katharina, geborene von Wylich und Lottum. Der General der Kavallerie Johann Siegmund von Heyden war sein Bruder.
Heyden trat der kurbrandenburgischen Armee bei und wurde am 15. April 1679 zum Oberst beim Regiment „von Spaen“ befördert. Seit dem 30. Dezember 1685 war er Kommandant von Wesel. Unter dem neuen Kurfürsten Friedrich III. wurde er am 1. März 1689 Generalmajor sowie Geheimer Kriegsrat und am 28. Juni Chef eines Regiments. Am 6. November 1690 zum Gouverneur von Minden ernannt, nahm er 1690 und 1691 am Feldzug gegen Frankreich in den Niederlanden teil. Am 12. Januar wurde er Generalleutnant und am 11. September 1692 Gouverneur von Lippstadt. Als General der Infanterie (seit 1. August 1694) war er von 1694 bis 1697 Führer der brandenburgischen Hilfstruppen in den Niederlanden. Nach der Besetzung von Maastricht und Lüttich gelang ihm die Einnahme von Huy. Später belagerten seine Truppen Stadt und Festung Namur, welche sich am 4. August und 3. September ergaben. 1701 wurde er Führer eines 8000 Mann starken preußischen Hilfskorps, das Köln besetzte und Kaiserswerth und Venlo belagerte. Wie Hans Albrecht von Barfus gehörte er zu den Gegnern des Grafen Johann Kasimir Kolbe von Wartenberg und musste am 20. September 1702 seinen Abschied aus kurbrandenburgischen Diensten nehmen. Am 24. September 1704 wurde er zum kaiserlichen Generalfeldmarschall ernannt. Am 12. Oktober 1705 erhielt er die Kommende Wietersheim, die er bis zu seinem Tod am 15. Oktober 1715 behielt.

## Familie
Heyden war mit Gräfin Christine von Bylandt (* 1640; † 10. Januar 1719) verheiratet. Sie hatten keine Kinder.